# ایاد مندو
ایاد مندو (عربی: إياد مندو؛ زادهٔ ۲۰ فوریهٔ ۱۹۷۸) یک ورزشکار اهل سوریه است.
از باشگاه‌هایی که در آن بازی کرده‌است می‌توان به باشگاه ورزشی الوحده سوریه، باشگاه فوتبال الکرامه سوریه، و تیم ملی فوتبال سوریه اشاره کرد.
وی همچنین در تیم ملی فوتبال سوریه بازی کرده است.